# Marijo Strahonja
Marijo Strahonja és un antic àrbitre de futbol d'associació croata que actualment treballa com a analista de televisió de decisions arbitrals a la radiotelevisió croata.
Des del 2004 va arbitrar partits internacionals.
Strahonja ha servit com a àrbitre en partits de classificació per a l'Eurocopa 2012, així com en les eliminatòries de la Copa del Món de 2010 i 2014.
La seva última aparició important va ser a l'Europa League 2015 en la jornada 1 entre l'Asteras i l'Sparta Praga.